# Distretto di Antalaha
Il distretto di Antalaha è un distretto del Madagascar situato nella regione di Sava. Ha per capoluogo la città di Antalaha.
La popolazione del distretto è di 219 332 abitanti (censimento 2011).